# Tennessin
Tennessin (zatím nekodifikovaný český název odvozený z anglického názvu tennessine, resp. ze zprávy ČTK), chemická značka Ts, je transuran s protonovým číslem 117, řazený (zatím pouze formálně) mezi halogeny. Do roku 2016 se provizorně označoval jako ununseptium (Uus).

## Historie
Prvek byl připraven v laboratořích v ruském městě Dubna sloučením atomových jader izotopů vápníku  48
20  Ca a berkelia  249
97 Bk: 
 48
20 Ca +  249
97 Bk →  297
117 Ts →  294
117 Ts + 3  1
0 n
Předpokládané rozpadové řady jader tennessinu končí izotopy lawrencia a vypadají následovně:

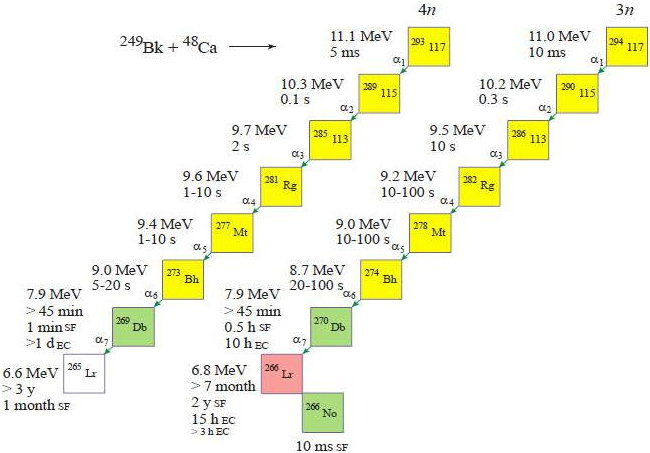
Vypočtená rozpadová řada pro izotopy jader ^{293}Uus a ^{294}Uus

V prosinci 2015 Mezinárodní unie pro čistou a užitou chemii potvrdila splnění kritérií pro prokázání objevu nového prvku, uznala Uus za objevené spolupracujícími týmy vědců ze Spojeného ústavu jaderných výzkumů v Dubně (Rusko), Lawrence Livermore National Laboratory (Kalifornie, USA) a Národní laboratoře Oak Ridge (Tennessee, USA) a vyzvala objevitele k navržení konečného názvu a značky. Konečným návrhem objevitelů byl název tennessine a značka Ts. Prvek je takto pojmenován na počest amerického státu Tennessee, kde mimo jiné sídlí Národní laboratoře Oak Ridge, Vanderbilt University a University of Tennessee, a připomíná jeho přínos k výzkumu supertěžkých prvků. Tento anglický název je v souladu s názvoslovným doporučením IUPAC a ctí tradiční (anglojazyčnou) příponu halogenů. Tento návrh konečného pojmenování předložila IUPAC v červnu 2016 k veřejné diskusi a 28. listopadu 2016 schválila jako konečné pojmenování a značku.

## Izotopy
V r. 2012 objevitelé považují za průkaznou syntézu 2 izotopů:  293
117 Ts a  294
117 Ts. U  293
117 Ts bylo registrováno 10 rozpadů alfa, u  294
117 Ts pak 3 rozpady alfa, které jsou hlavním rozpadovým kanálem (podíl ~ 100%).
Na http://www.nndc.bnl.gov/chart/ jsou uvedeny další dva izotopy;  291
117 Ts a  292
117 Ts.
Vlastnosti shrnuje tabulka:
| Izotop | Způsob přeměny | Podíl  | Poločas přeměny (ms) | Energie přeměny Eα (MeV) |
| ------ | -------------- | ------ | -------------------- | ------------------------ |
| 291Ts  | α / SF         | ?      | ?                    | ?                        |
| 292Ts  | α / SF         | ?      | ?                    | ?                        |
| 293Ts  | α              | ~100 % | 27 +12 −6            | 10,6–11,14               |
| 294Ts  | α              | ~100 % | 50 +60 −18           | 10,81–10,97              |